# Rod Davis
Roderick Hopkins Davis (Key West, 27 de agosto de 1955) é um ex-velejador competitivo que ganhou medalhas olímpicas por dois países. Nos Jogos Olímpicos de Verão de 1984, em Los Angeles, representando os Estados Unidos, conquistou a medalha de ouro na classe Soling junto com Robert Haines e Edward Trevelyan. Depois de se mudar para a Nova Zelândia, ele foi escolhido para representar aquele país nas próximas três Olimpíadas. Junto com Don Cowie, ele ganhou uma medalha de prata nos Jogos Olímpicos de Verão de 1992 em Barcelona na classe Star.
Davis e Cowie terminaram em quinto lugar nos Jogos Olímpicos de Verão de 1996 em Atlanta e também em quinto lugar na classe Soling em Sydney junto com o terceiro tripulante Alan Smith. Davis começou seu envolvimento com a America's Cup em 1977, navegando com Lowell North no Enterprise durante os testes de defesa da America's Cup de 1977. Para a Copa Louis Vuitton de 1987, auxiliou o sindicato Consorzio Italia até ser nomeado capitão do desafio da American Eagle Foundation, representando o Newport Harbor Yacht Club.